# Isarn Ier de Lautrec
Pour les articles homonymes, voir Isarn de Lautrec.
Isarn Ier de Lautrec (940 - 989) aussi orthographié Izarn, est le deuxième vicomte de Lautrec, de 972 à 989. Membre de la famille de Lautrec, il est le fils de Sicard Ier de Lautrec et de Rangarde. Il est mentionné en 972, 974 et 987, et sous le titre de vicomte en 968 et 988. Il épouse une certaine Avierne ou Avienna (née vers 955 - ?), union dont est issu le vicomte Sicard II de Lautrec.